# León Palatino

León Palatino

El León Palatino (en alemán: Pfälzer Löwe), menos comúnmente conocido como león del Palatinado, es un símbolo heráldico (véase también: leones heráldicos). Originalmente formaba parte del escudo de armas de la familia de la Casa de Wittelsbach y hoy se encuentra en muchos escudos de armas de municipios, condados y regiones del sur de Alemania y del Innviertel austríaco.

## Historia
El león del Palatinado aparece por primera vez en el condado palatino del Rin bajo el conde palatino de Wittelsbach, Otón el Ilustre, en su sello ecuestre (Reitersiegel) de 1229. Sin embargo, el uso del símbolo es probablemente más antiguo; bien puede remontarse a los predecesores de los Wittelsbach, los condes palatinos de la Casa de Welf, que gobernaron entre 1195 y 1214: los condes palatinos Enrique V el Viejo y Enrique VI el Joven. Antes de eso, el conde palatino de Hohenstaufen Conrado, suegro de Enrique el Viejo, hizo acuñar alrededor de 1.190 monedas con una imagen de león. Los colores de los Hohenstaufen también eran el dorado y el negro.

### La era Wittelsbach
Tras la concesión del condado palatino del Rin al duque bávaro Luis I en 1214, el condado de Bogen fue heredado por el duque Otón II de Baviera a mediados del siglo XIII con su escudo de armas romboidal azul y blanco. Durante siglos, el león dorado sobre fondo negro y los romboidales azules y blancos fueron el escudo de armas de los antiguos Wittelsbach bávaros y palatinos. No fue hasta el siglo XVI cuando se empezó a establecer la distinción entre el león para el Palatinado y los romboidales para Baviera.
En el Armorial de Siebmacher de 1605 hay cuatro ilustraciones en color que utilizan el león palatino. Representan los escudos de armas del Electorado del Palatinado y de los ducados de Baviera, Palatinado-Neoburgo y Palatinado-Lützelstein.

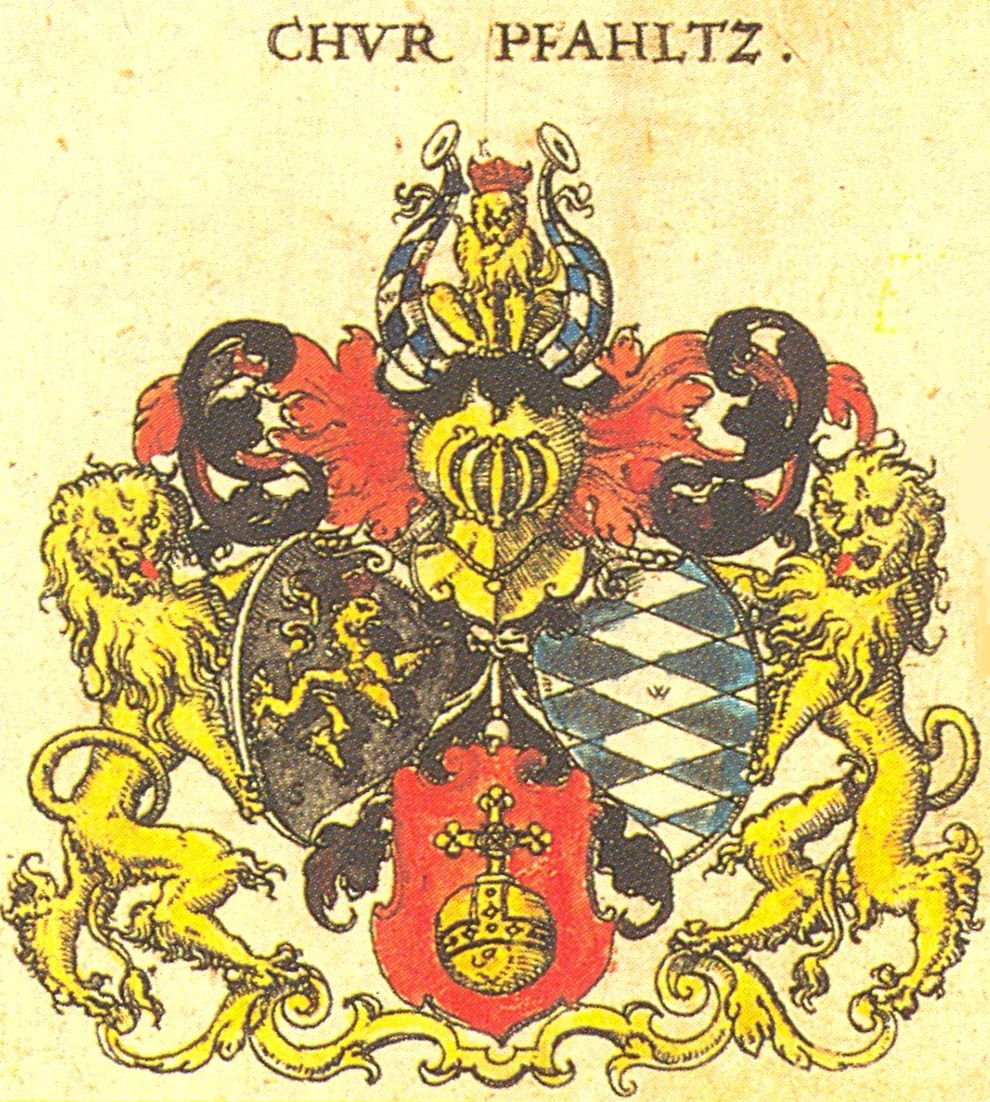
Palatinado Electoral
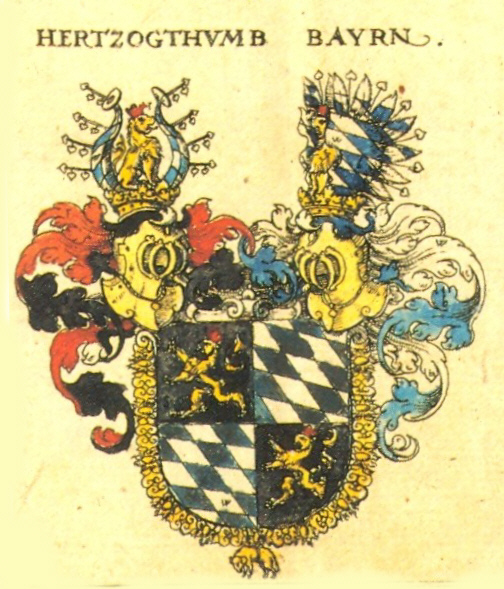
Baviera
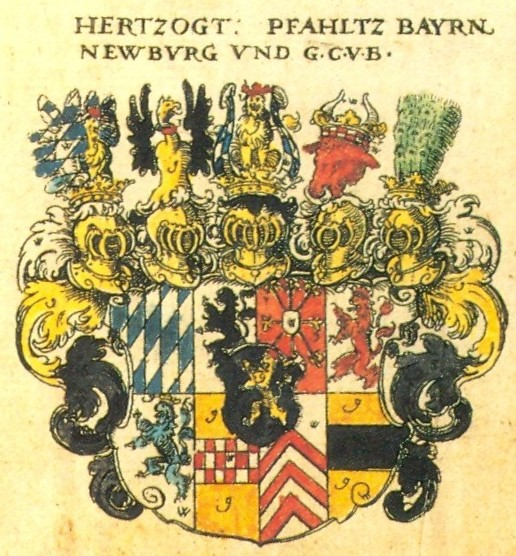
Palatinado-Neoburgo
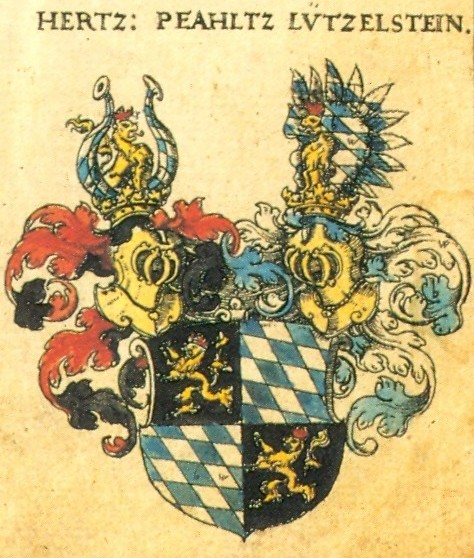
Palatinado-Lützelstein

Tras la disolución del electorado palatino a raíz del Reichsdeputationshauptschluss de 1803, a partir de 1816 el León Palatino en el escudo de armas bávaro solo fue utilizado por la parte occidental del Rin del Reino de Baviera, el Círculo del Rin, que fue rebautizado en 1835 por orden de Luis I como Palatinado Renano (Rheinpfalz).

### Usos posteriores
Después de la Segunda Guerra Mundial, el león Palatino volvió a aparecer como símbolo regional del Palatinado, por ejemplo, en los sellos postales de la zona de ocupación francesa. Tras la creación del estado de Renania-Palatinado en 1946, al que pertenecía el Palatinado, el león del Palatinado ocupó un lugar central en el escudo de armas del estado de Renania-Palatinado . Los otros elementos del escudo de armas de Renania-Palatinado son la rueda de Maguncia (Mainzer Rad) y la cruz de Tréveris (Trierer Kreuz). Incluso el escudo de armas semioficial del estado federado del Palatinado, que existió de 1946 a 1968 y databa del siglo XIX, llevaba el león del Palatinado, que tras la inclusión de los antiguos territorios de Maguncia y Tréveris, simbolizó la región del Palatinado actual.
Además, el león se puede encontrar en los escudos de armas estatales de otros tres estados federados alemanes: el escudo de armas de Baviera (sin corona), el escudo del Sarre y el escudo de Baden-Württemberg; los tres estados solían incorporar un territorio palatino electoral. Desde 1950, el león en el escudo de armas del estado de Baviera ha sido blasonado en jefe diestro actual para el Alto Palatinado, que una vez perteneció a la Casa de Wittelsbach. De 1923 a 1934, el león palatino estuvo en el segundo subcampo en el escudo de Baviera; desde 1950 se ha colocado en el primer subcampo, como en el escudo de armas del estado.